# Inovacijski relejni center
Inovacijski relejni center Slovenije (IRC Slovenije) je konzorcialni projekt, v katerem sodelujeta: Institut Jožef Stefan kot koordinator in Center za interdisciplinarne in multidisciplinarne raziskave in študije, Univerza v Mariboru kot partner. 
IRC Slovenija je del evropske inovacijske relejne mreže. Mreža se ukvarja s prenosom tehnologije in načini, kako razpoložljive tehnologije in rezultate raziskovalnih projektov približati uporabniku. 